# Hogere Zeevaartschool Amsterdam
Hogere Zeevaartschool Amsterdam – holenderska uczelnia morska w Amsterdamie, szkoląca przyszłych oficerów morskich.  
Hogere Zeevaartschool Amsterdam od 1977 jest częścią Uniwersytetu Amsterdamskiego.